# Чайковське (Сімферопольський район)
Чайко́вське (до 1948 року — Єні́-Сала́, крим. Yeñi Sala, раніше — Салги́р-Яни́-Сала́, крим. Salğır Yañı Sala) — село в Україні, в Сімферопольському районі Автономної Республіки Крим. Підпорядковане Добрівській сільській раді.
У 2023 році у проєкті Постанови Верховної Ради України «Про перейменування деяких населених пунктів Автономної Республіки Крим» село запропоновано перейменувати на Салгир-Яни-Сала.

## Сучасність
У селі 2 вулиці — Ангарська і Садова. Площа села 9 гектари. У селі у 56 дворах живе, на 2014 рік, 110 жителів.

## Географія
Селом протікає річка Єгерлик-Су.
1. ↑  Повідомлення про оприлюднення проєкту Постанови Верховної Ради України «Про перейменування деяких населених пунктів Автономної Республіки Крим».